# Sači Amma
Sači Amma (japonsky: 安間佐千, * 23. září 1989, Prefektura Točigi) je bývalý japonský reprezentant ve sportovním lezení, jeho disciplíny byly lezení na obtížnost a bouldering. Vítěz Světových her, Rock Mastru v Arcu, světového poháru a juniorský mistr světa v lezení na obtížnost, poslední dva zmíněné tituly obhájil.
V kontinentálních závodech zvítězil na Mistrovství Asie a na Mistrovství Asie juniorů v kategorii A. Zúčastnil se také dvou otevřených závodů Evropského poháru juniorů, kde získal stříbrnou a zlatou medaili.
V boulderingu se dostal na Světovém poháru až do finále, kde skončil 4. a 6., na Mistrovství Asie 8.

## Výkony a ocenění
- nominace na Světové hry 2009, kde zvítězil
- 2011,2013,2014: nominace na prestižní mezinárodní závody Rock Master v italském Arcu
- 2014: nominace na ocenění La Sportiva Competition Award[1]

### Sportovní výstupy ve skalách

#### 9a
- 2012: Karachi, Biccyu, Japonsko
- 2013: Spectator, Horai, Japonsko
- 2013: Era Vella, Margalef, Španělsko
- 2013: Tierra Negra, Margalef, Španělsko
- 2014: Le Cadre Nouvelle Version, Céüse, Francie
- 2015: Joe Cita, Oliana, Španělsko
- 2015: Fuck the System, Santa Linya, Španělsko
- 2015: Seleccio Natural Left Exit, Santa Linya, Španělsko

#### 9a/9a+
- 2016: Flat Mountain, Futago, Japonsko

#### 9a+
- 2010: Papichulo, Oliana, Španělsko
- 2011: Pachamama, Oliana, Španělsko
- 2012: La Rambla, Siurana, Španělsko
- 2014: Biographie, Céüse, Francie
- 2015: Catxasa (2015), Santa Linya, Španělsko
- 2015: Power Inverter, Oliana, Španělsko
- 2015: Seleccio Anal, ), Santa Linya, Španělsko
- 2015: Tinipi, Kinabalu, Malajsie
- 2015: Jungle Boogie, Céüse, Francie

#### 9b
- 2015: Fight or Flight, Oliana, Španělsko

### Závodní výsledky
| Světové hry | Světové hry |
| Rok         | 2009        |
| ----------- | ----------- |
| Obtížnost   | 1           |

| Arco Rock Master | Arco Rock Master | Arco Rock Master | Arco Rock Master | Arco Rock Master |
| Rok              | 2010             | 2011             | 2013             | 2014             |
| ---------------- | ---------------- | ---------------- | ---------------- | ---------------- |
| Obtížnost        | 4*               | (MS 2011 10.)    | 6                | 1                |
| Duel             | —                | 7                | 4                | 6                |

* poznámka: v roce 2010 byla rozšířená nominace jako příprava na MS 2011
| Mistrovství světa | Mistrovství světa | Mistrovství světa | Mistrovství světa | Mistrovství světa | Mistrovství světa |
| Rok               | 2007              | 2009              | 2011              | 2012              | 2014              |
| ----------------- | ----------------- | ----------------- | ----------------- | ----------------- | ----------------- |
| Obtížnost         | 21                | 4                 | 10                | 7                 | 3                 |

| Světový pohár                    | Světový pohár       | Světový pohár           | Světový pohár        | Světový pohár    | Světový pohár   | Světový pohár    | Světový pohár   | Světový pohár   | Světový pohár     | Světový pohár     | Světový pohár   |
| Rok                              | 2005                | 2006                    | 2007                 | 2008             | 2009            | 2010             | 2011            | 2012            | 2013              | 2014              | 2015            |
| -------------------------------- | ------------------- | ----------------------- | -------------------- | ---------------- | --------------- | ---------------- | --------------- | --------------- | ----------------- | ----------------- | --------------- |
| Obtížnost                        | 35                  | 18                      | 12                   | 5                | 3               | 5                | 3               | 1               | 1                 | 7                 | 30-31           |
| jednotlivě* 29 medailí (7/12/10) | -,-,9, -,-,-, -,-,- | -,-,-,7, -,8,-, 26,10,- | -,-,5, -,11,13, 13,6 | 8,-, · 14,4, · , | ,14, · 6,4, · , | 18,6,7, · ,5,4   | , · -,, · ,,4,4 | , · -,4,4, · ,  | ,6,, · ,-,, · ,   | ,,-, · -,-,, · ,- | 9,-,-, -,-, -,- |
|                                  |                     |                         |                      |                  |                 |                  |                 |                 |                   |                   |                 |
| Bouldering                       | —                   | —                       | —                    | —                | 50-52           | 79-81            | —               | 21-22           | 26-28             | —                 | —               |
| jednotlivě*                      | —                   | —                       | —                    | —                | -,-,-, -,18     | -,-,-, -,-, -,27 | —               | -,-, -,23, 20,4 | 6,-,-, -,-,-, -,- | —                 | —               |
|                                  |                     |                         |                      |                  |                 |                  |                 |                 |                   |                   |                 |
| Kombinace                        | —                   | —                       | —                    | —                | 2               | 3                | —               | 3               | 3                 | —                 | —               |

* poznámka: nalevo jsou poslední závody v roce
| Mistrovství Asie | Mistrovství Asie | Mistrovství Asie | Mistrovství Asie |
| Rok              | 2006             | 2007             | 2008             |
| ---------------- | ---------------- | ---------------- | ---------------- |
| Obtížnost        | 2                | 2                | 1                |
| Bouldering       | —                | —                | 8                |

| Mistrovství světa juniorů | Mistrovství světa juniorů | Mistrovství světa juniorů | Mistrovství světa juniorů | Mistrovství světa juniorů | Mistrovství Asie juniorů |
| Rok                       | 2004 Kat. B               | 2005 Kat. A               | 2006 Kat. A               | 2007 Junioři              | 2005 Kat. A              |
| ------------------------- | ------------------------- | ------------------------- | ------------------------- | ------------------------- | ------------------------ |
| Obtížnost                 | 10                        | 3                         | 1                         | 1                         | 1                        |

| Evropský pohár juniorů                         | Evropský pohár juniorů | Evropský pohár juniorů |
| Rok                                            | 2006 Kat. A            | 2008 Junioři           |
| ---------------------------------------------- | ---------------------- | ---------------------- |
| Obtížnost (jednotlivě, mimo Evropský žebříček) | Imst                   | Kranj                  |